# Gioco di segnalazione

Rappresentazione di un gioco di segnalazione in forma estesa

Un gioco di segnalazione è un gioco dinamico con due giocatori, il mittente (S - sender) e il ricevente (R - receiver). Il mittente ha un certo tipo, t, che è dato dalla "natura" (indicata con N). Il mittente vede il proprio tipo, mentre il ricevitore non lo conosce.  
Basandosi sulla conoscenza del proprio tipo, il mittente sceglie di inviare un messaggio da una serie di possibili messaggi  M = {m1, m2, m3,..., mj}. Il ricevente osserva il messaggio, ma non il tipo di mittente. Quindi il ricevente sceglie l'azione da una serie di possibili azioni A = {a1, a2, a3,...., ak}. 
I due giocatori ricevono payoff dipendenti dal tipo scelto dalla natura N, dal messaggio scelto dal mittente, e dall'azione scelta dal ricevente.
Nell'esempio illustrato dalla figura, il "mittente" è il giocatore 1, che può essere di due tipi, selezionati dalla "natura" con probabilità q e 1-q. I messaggi a disposizione del mittente sono A e B, mentre le azioni disponibili per il "ricevente" sono X e Y.

## Equilibrio perfetto bayesiano
L'equilibrio rilevante per i giochi di segnalazione è l'equilibrio perfetto bayesiano. Esso è un raffinamento dell'equilibrio di Nash bayesiano, che è a sua volta un'estensione dell'equilibrio di Nash ai giochi a informazione incompleta.